# Montgailhard
Montgailhard (bis 30. Dezember 2021 Montgaillard; okzitanisch: Montgalhard) ist eine südfranzösische Gemeinde mit 1.456 Einwohnern (Stand: 1. Januar 2022) im Département Ariège in der Region Okzitanien; sie gehört zum Arrondissement Foix und ist Mitglied im Gemeindeverband L’Agglo Foix-Varilhes. Die Einwohner werden Montgailhardais und Montgailhardaises genannt.

## Geografie

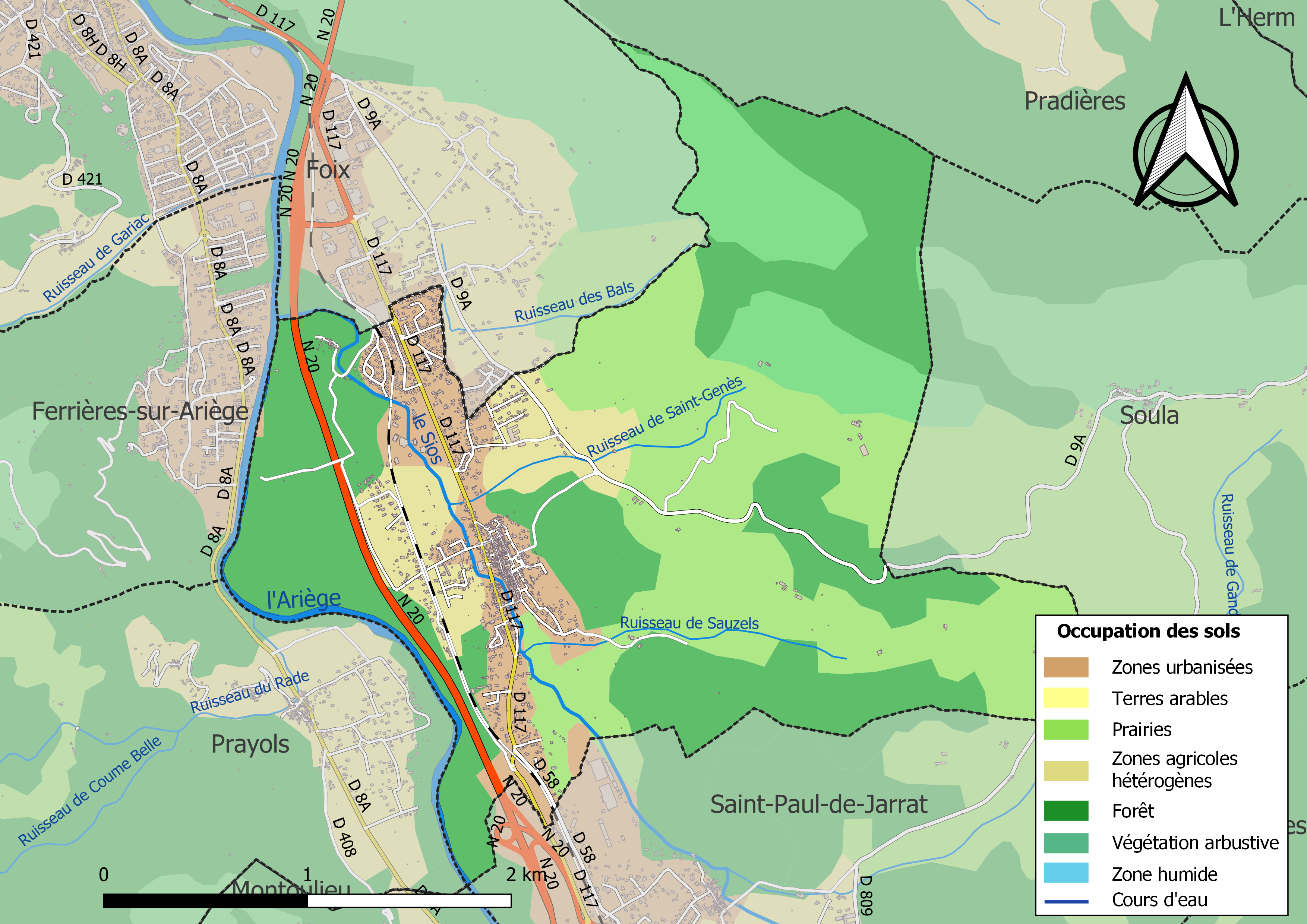
Bodennutzung, Hydrografie und Infrastruktur der Gemeinde

Die Gemeinde ist historisch und kulturell Teil des Pays de Foix und liegt etwa vier Kilometer südöstlich von Foix sowie etwa 76 Kilometer südsüdöstlich von Toulouse am rechten Ufer der Ariège. Montgailhard befindet sich im Einzugsgebiet der Garonne und wird außer der Ariège von seinem Nebenfluss, dem Sios, vom Ruisseau de Saint-Genès, vom Ruisseau de Sauzels, vom Ruisseau des Bals und vom Ruisseau du Rade entwässert. Das Gemeindegebiet ist Teil des Natura 2000-Schutzgebiets „Garonne, Ariège, Hers, Salat, Pique et Neste“, das hauptsächlich der Fischwanderung gewidmet ist, des Natura-2000-Schutzgebiets „pechs de Foix, Soula et Roquefixade, grotte de l’Herm“ und von fünf ZNIEFF-Naturgebieten. Über die Hälfte der Fläche der Gemeinde ist bewaldet oder naturbelassen, knapp ein Drittel ist Grünland.
Umgeben wird Montgailhard von den Nachbargemeinden Foix im Norden und Nordwesten, Pradières im Nordosten, Soula im Osten, Saint-Paul-de-Jarrat im Süden und Südosten, Montoulieu im Süden, Prayols im Westen und Südwesten sowie Ferrières-sur-Ariège im Westen.

## Bevölkerungsentwicklung
| Jahr                       | 1962 | 1968 | 1975 | 1982 | 1990 | 1999 | 2006 | 2013 | 2020 |
| -------------------------- | ---- | ---- | ---- | ---- | ---- | ---- | ---- | ---- | ---- |
| Einwohner                  | 1007 | 1265 | 1434 | 1378 | 1312 | 1320 | 1336 | 1416 | 1476 |
| Quellen: Cassini und INSEE |      |      |      |      |      |      |      |      |      |

## Sehenswürdigkeiten
- Reste der Burganlage auf der markante Erhebung Pain de sucre oberhalb des Zentrums der Gemeinde
- Schmiede (Forge de Montgailhard), seit 1993 als Monument historique eingeschrieben
- Freilichtmuseum „Les forges de Pyrène“, in dem anhand von Vorführungen das Handwerk und die Herstellung von Werkzeugen vergangener Zeiten kennengelernt werden kann
- Kirche Saint-Louis

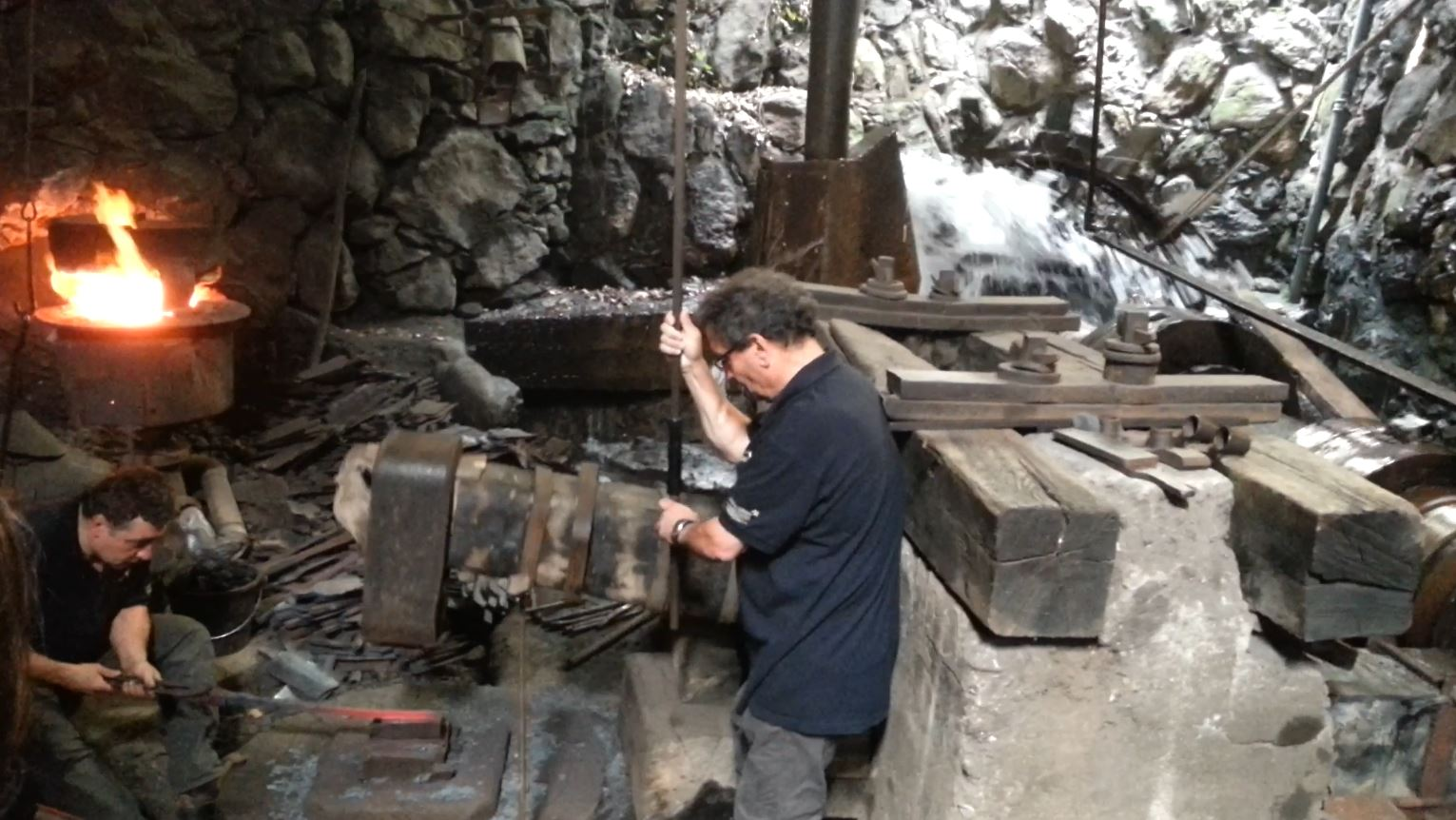
Schmiede Forge de Montgailhard
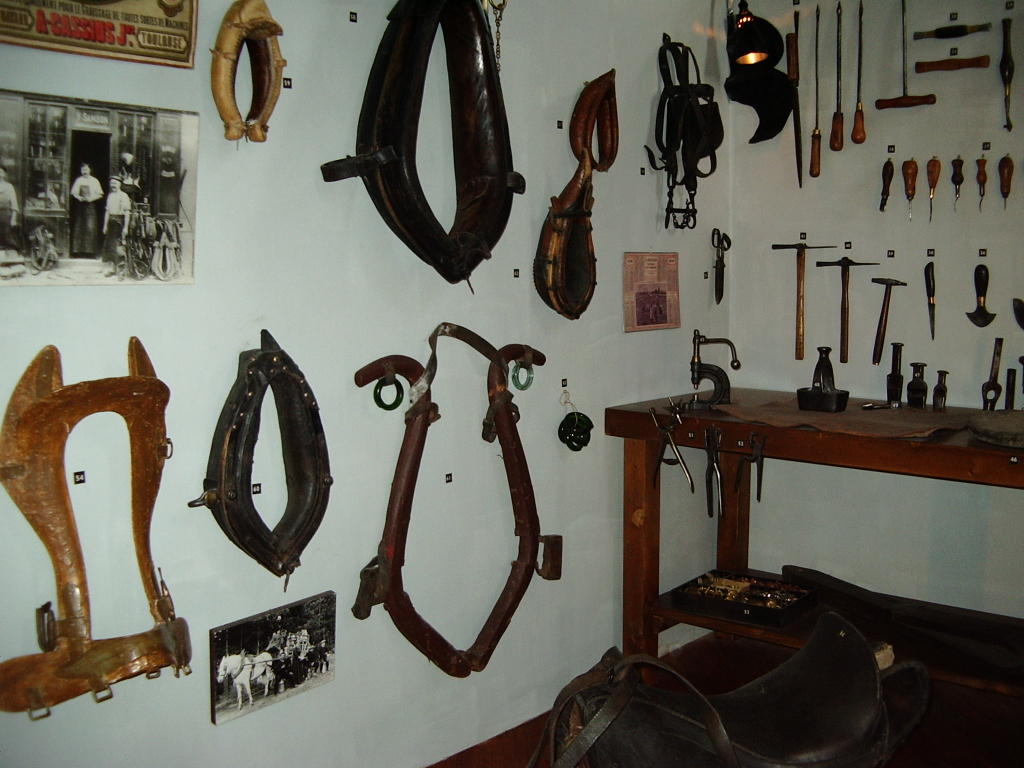
Werkstatt eines Sattlers im Freilichtmuseum

## Verkehr
Die Gemeinde ist mit zwei Anschlussstellen an die autobahnähnlich ausgebaute Route nationale 20 angebunden, die nördlich über Foix und Pamiers in die Autoroute A 66 „L’Ariégeoise“ übergeht, im Süden bis an die spanische Grenze bei Puigcerdà geführt wird.
Zwei Linien der regionalen Transportgesellschaft liO verbinden Montgaillard mit Tarascon-sur-Ariège, Lavelanet und Pamiers über Foix.
Die Gemeinde liegt an der Bahnstrecke Portet-Saint-Simon–Puigcerdà ohne Haltepunkt.

## Nachweise
1. ↑  Décret no 2021-1921 du 30 décembre 2021 portant changement du nom de communes , www.legifrance.gouv.fr, abgerufen am 20. Januar 2022
2. ↑  Répartition des superficies en 15 postes d’occupation des sols (métropole). CORINE Land Cover, abgerufen am 8. Februar 2024 (französisch).
3. ↑  liO Ariège. (PDF) liO, abgerufen am 8. Februar 2024 (französisch).